# Za domovino z Agropopom naprejǃ
"Za domovino z Agropopom naprejǃ" je tretji studijski album skupine Agropop iz leta 1987. Posnet je bil v studiu Metro in izdan pri založni ZKP RTV Ljubljana na veliki vinilni plošči in kaseti.
S 110.000 prodanimi ploščami je to tretji najbolj prodajan album v Sloveniji vseh časov. Pred njim sta samo še albuma Jožica, kje si bla (127.000 izvodov) in Čudežna polja III. (117.000), oba iz leta 1986.

## Zasedba

### Produkcija
- Aleš Klinar – glasba (A1, A2, A4), besedilo (A1, A3, A5, B1, B2, B3), aranžma (A1, A2, A4, B2, B3, B4), producent
- Polde Poljanšek – glasba (A3, A5), besedilo (A2, A4, B4), aranžma (A3, A5, B1), producent
- Dragan Trivić – besedilo (A2)
- Iztok Černe – snemalec
- Ivo Umek – urednik izdaje
- Jure Robežnik – odgovorni urednik

### Studijska izvedba
- Aleš Klinar – vokal
- Polde Poljanšek – kitara, saksofon
- Simon Pavlica – kitara
- Urban Centa – bas kitara
- Dragan Trivić – bobni
- Martin Žvelc – harmonika

## Skladbe z albuma
| A stran (Malo za šalo...) | A stran (Malo za šalo...) | A stran (Malo za šalo...) | A stran (Malo za šalo...) | A stran (Malo za šalo...) |
| Št.                       | Naslov                    | Pisec                     | Priredba                  | Dolžina                   |
| ------------------------- | ------------------------- | ------------------------- | ------------------------- | ------------------------- |
| 1.                        | „Mi-Mi-Mi Micika‟         | Klinar / Poljanšek        | Klinar                    | 3:20                      |
| 2.                        | „Jožek moj‟               | Klinar / Klinar, Trivić   | Klinar                    | 3:27                      |
| 3.                        | „Očka vrni se domov‟      | Poljanšek                 |                           | 2:30                      |
| 4.                        | „Stari prijatelji‟        | Klinar                    |                           | 3:50                      |
| 5.                        | „Pijanski špricer‟        | Poljanšek                 |                           | 4:18                      |

| B stran (...malo zares) | B stran (...malo zares)    | B stran (...malo zares) | B stran (...malo zares) | B stran (...malo zares) |
| Št.                     | Naslov                     | Pisec                   | Priredba                | Dolžina                 |
| ----------------------- | -------------------------- | ----------------------- | ----------------------- | ----------------------- |
| 1.                      | „Samo milijon nas je‟      | Klinar / Poljanšek      | Poljanšek               | 4:27                    |
| 2.                      | „Živele Slovenke‟          | Klinar / Poljanšek      | Klinar                  | 3:15                    |
| 3.                      | „Ne verjemi‟               | Klinar / Poljanšek      | Klinar                  | 4:40                    |
| 4.                      | „Prašičem popuščajo živci‟ | Klinar                  |                         | 3:56                    |

| B5 bonus track "Na juriš" (4:34) | B5 bonus track "Na juriš" (4:34)                                                                            | B5 bonus track "Na juriš" (4:34)                   | B5 bonus track "Na juriš" (4:34) |
| Št.                              | Naslov | Pisec                                              | Dolžina                          |
| -------------------------------- | --- | -------------------------------------------------- | -------------------------------- |
| 1.                               | „Hej tovariši" (B5.1) "Jutri gremo v napad" (B5.2) "Hej brigade" (B5.3) "Na juriš" (B5.4) "Lepo je" (B5.5)‟ | Kozina / Kosmač Kuhar / Bor Pahor / Seliškar Gobec |                                  |
| Skupna dolžina:                  | Skupna dolžina:                                                                                             | Skupna dolžina:                                    | 34:17                            |